# Vasilikí Karantasiu
Vasilikí Karantasiu –en griego, Βασιλική Καραντάσιου– (Atenas, 6 de enero de 1973) es una deportista griega que compitió en voleibol, en la modalidad de playa.
Ganó tres medallas en el Campeonato Europeo de Vóley Playa entre los años 2001 y 2007.

## Palmarés internacional
| Campeonato Europeo | Campeonato Europeo | Campeonato Europeo | Campeonato Europeo |
| Año                | Lugar              | Medalla            | Pareja             |
| ------------------ | ------------------ | ------------------ | ------------------ |
| 2001               | Jesolo (Italia)    | Medalla de oro     | Efrosyni Sfyrí     |
| 2005               | Moscú (Rusia)      | Medalla de oro     | Vasilikí Arvaniti  |
| 2007               | Valencia (España)  | Medalla de oro     | Vasilikí Arvaniti  |